# Трес-Кантос
Трес-Кантос (ісп. Tres Cantos) — муніципалітет в Іспанії, у складі автономної спільноти Мадрид. Населення — 41 147 осіб (2010).
Муніципалітет розташований на відстані близько 20 км на північ від Мадрида.

## Демографія
Динаміка населення (INE ):

## Галерея зображень

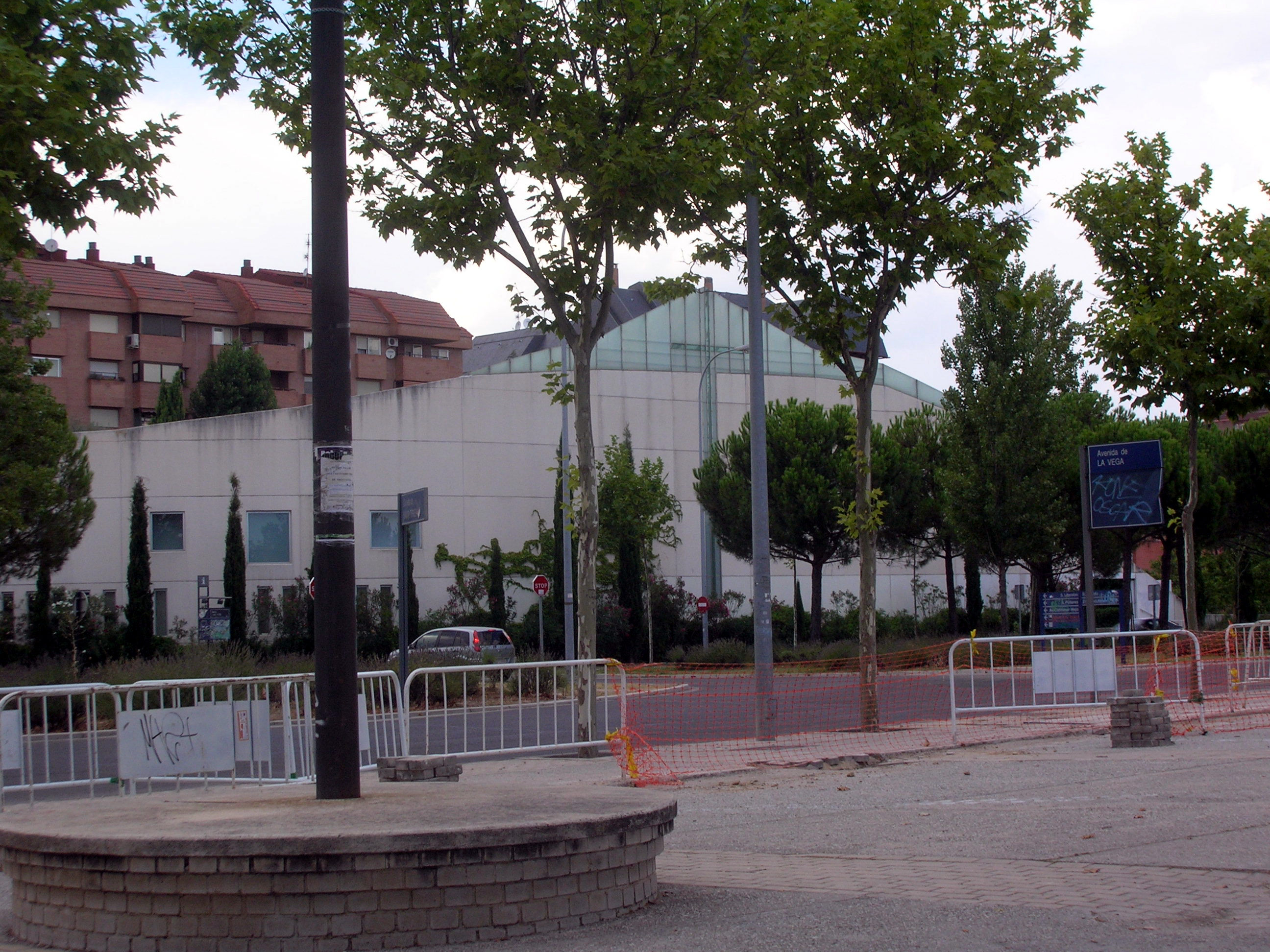
Церква Санта-Тереса